# طاق کنستانتین
طاق کنستانتین (به ایتالیایی: Arco di Costantino) در شهر رم و در کشور ایتالیا بین کولوسئوم و تپه‌های پالاتینه واقع شده است.
مجلس سنای روم آن را به مناسبت پیروزی کنستانتین بزرگ بر ماکسنتیوس در نبرد میلویان بین سال‌های ۳۱۲ تا ۳۱۵ بعد از میلاد ساخت. این طاق نصرت با ۲۱ مترارتفاع، ۲۵٫۹ متر عرض و ۷٫۴ متر عمق و سه گذرگاه، بزرگترین طاق نصرت ایتالیا است.
ترجمه کتیبه کنستانتین بر روی طاق نصرت اینچنین است که:
«به افتخار امپراتور سزار فلاویوس کنستانتیوس، امپراتور بزرگ، دین دار و خداپرست، و شاد کننده آگوستوس (نخستین امپراتور روم). سنا و مردم روم این طاق را به جهت پیروزی او ساخته و زینت داده اند چرا که او به واسطه الهام خدایی و قدرت اندیشه توانست فقط با نیروی بازوان سپاهیان اندک خود، جمهوری را از دستان یک ستمگر و پیروانش باز ستاند. (منظور از ستمگر، ماکسنتیوس است که در این نبرد شکست خورده و کشته شد)»

## نگارخانه

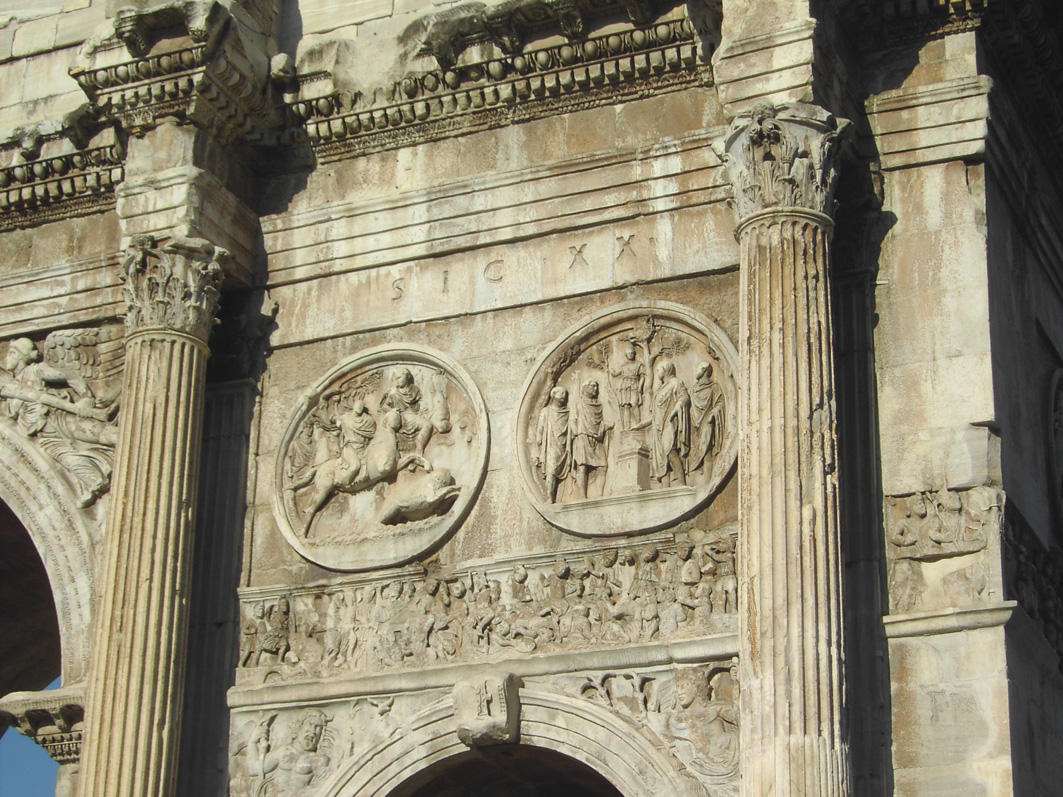
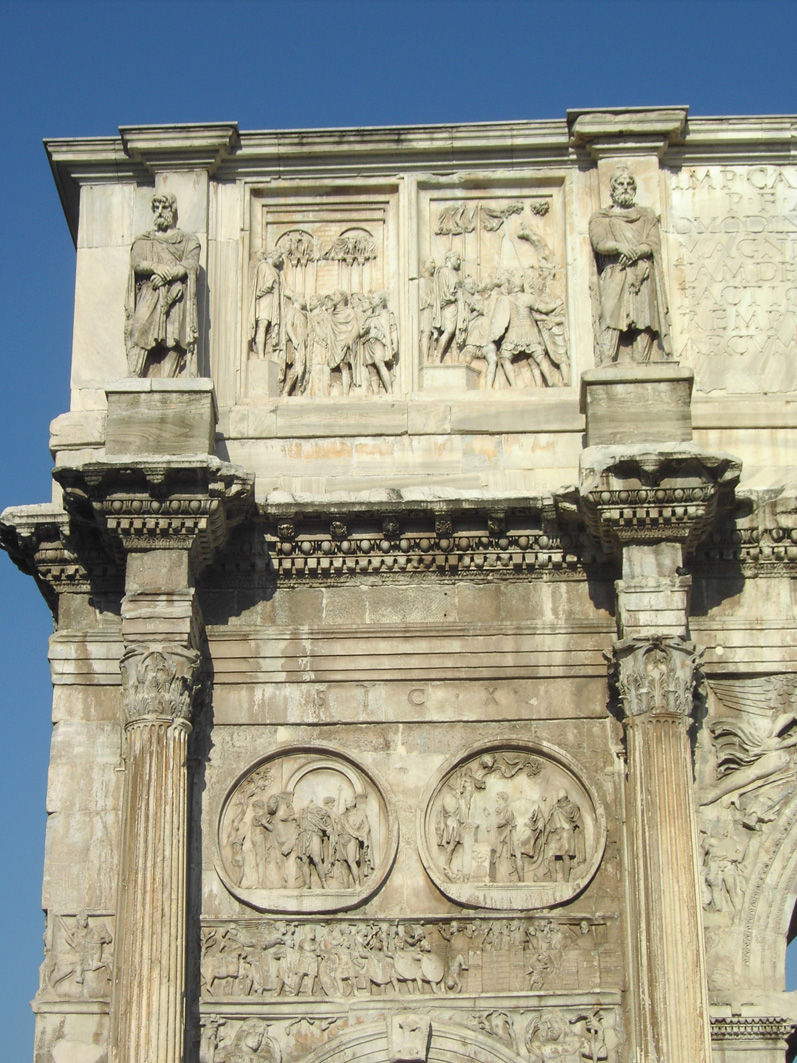
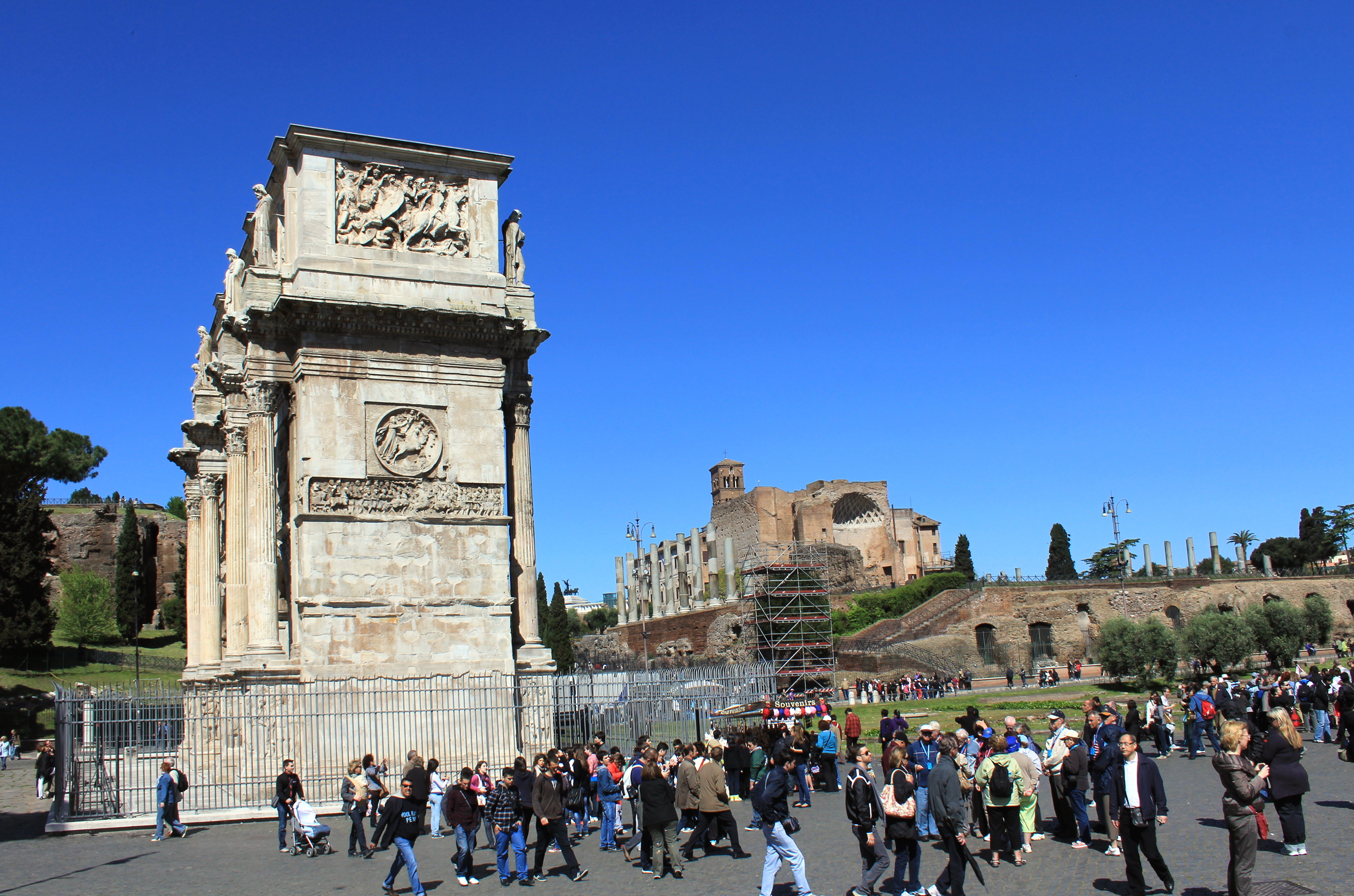
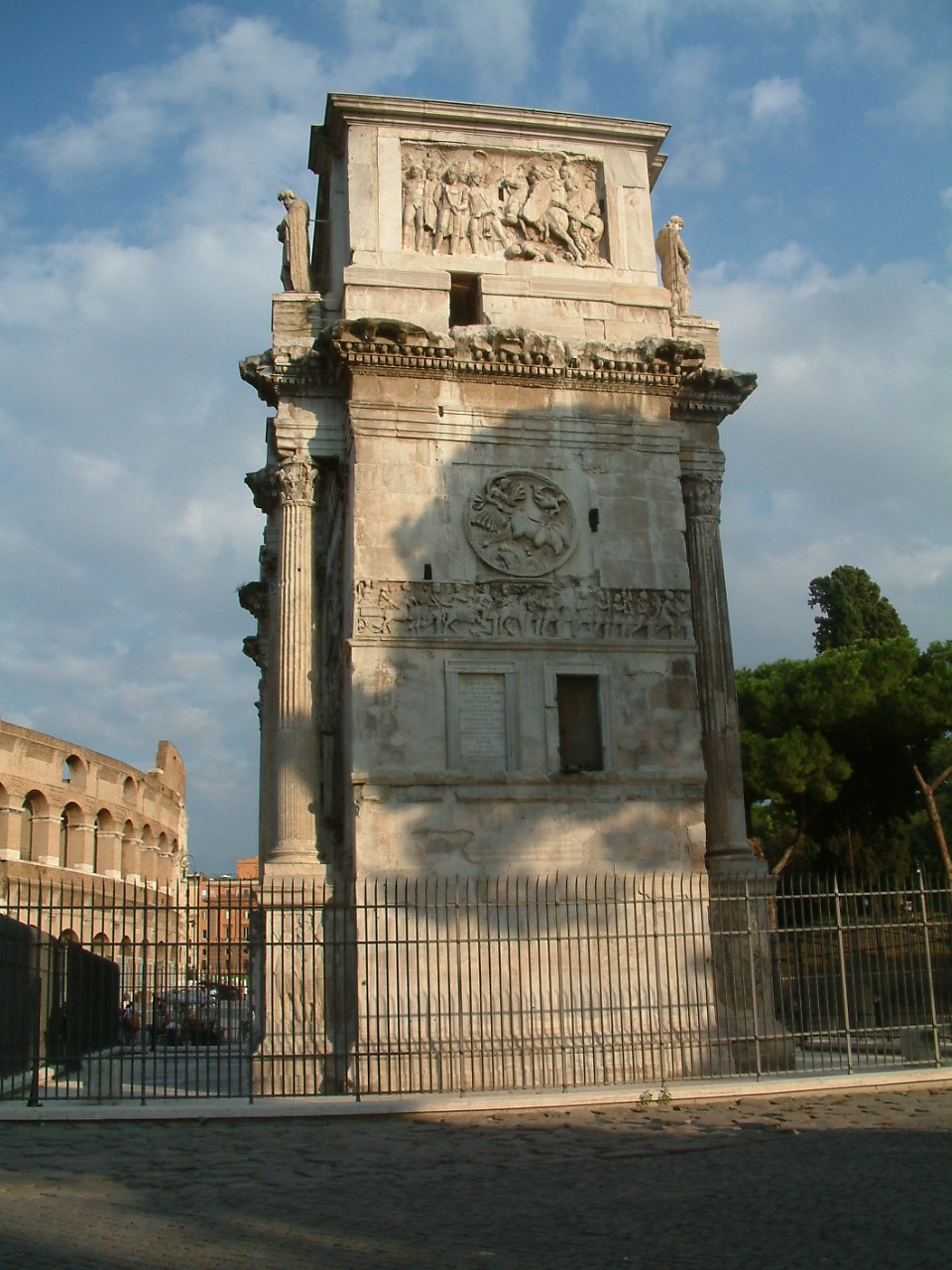
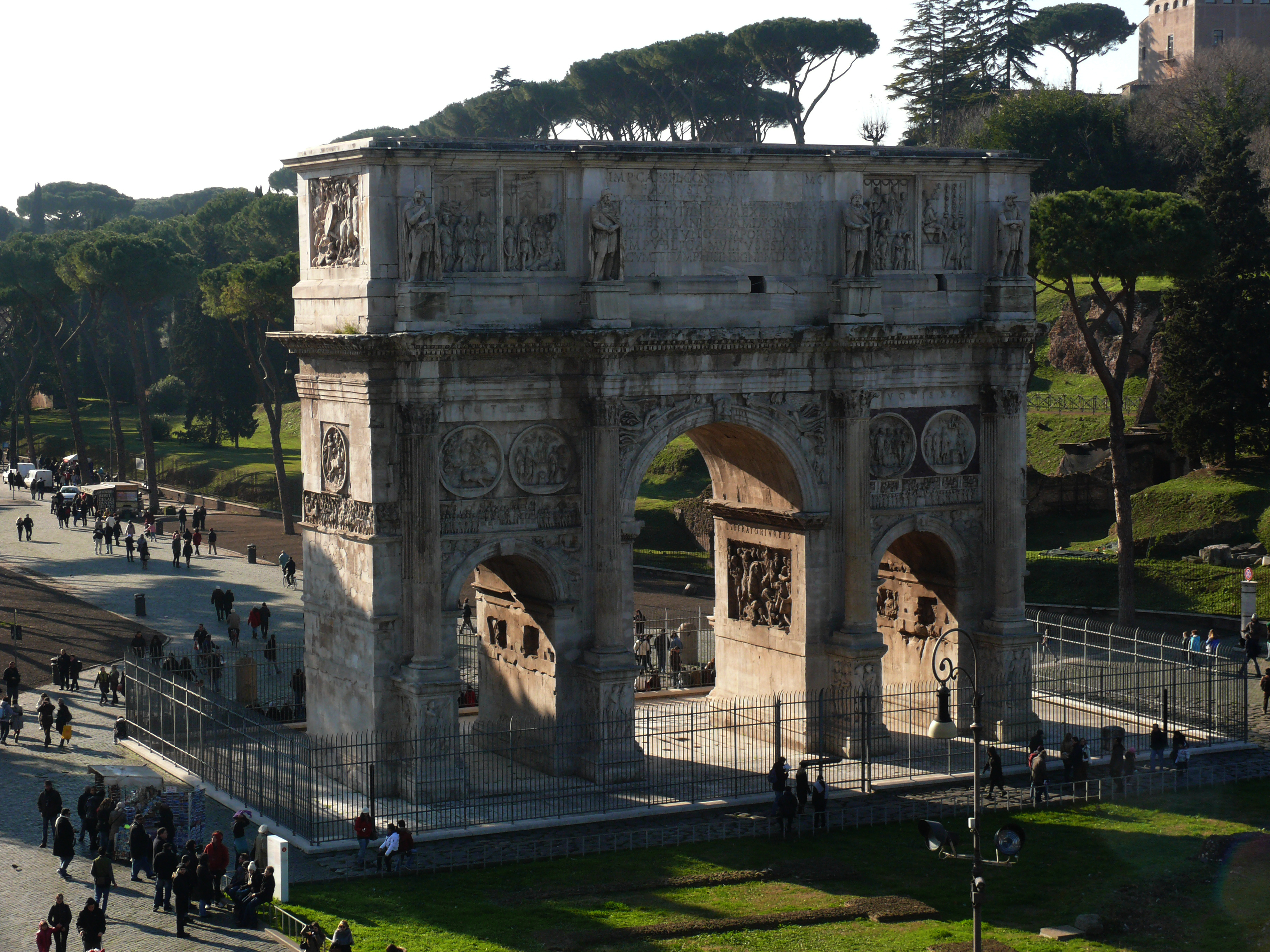
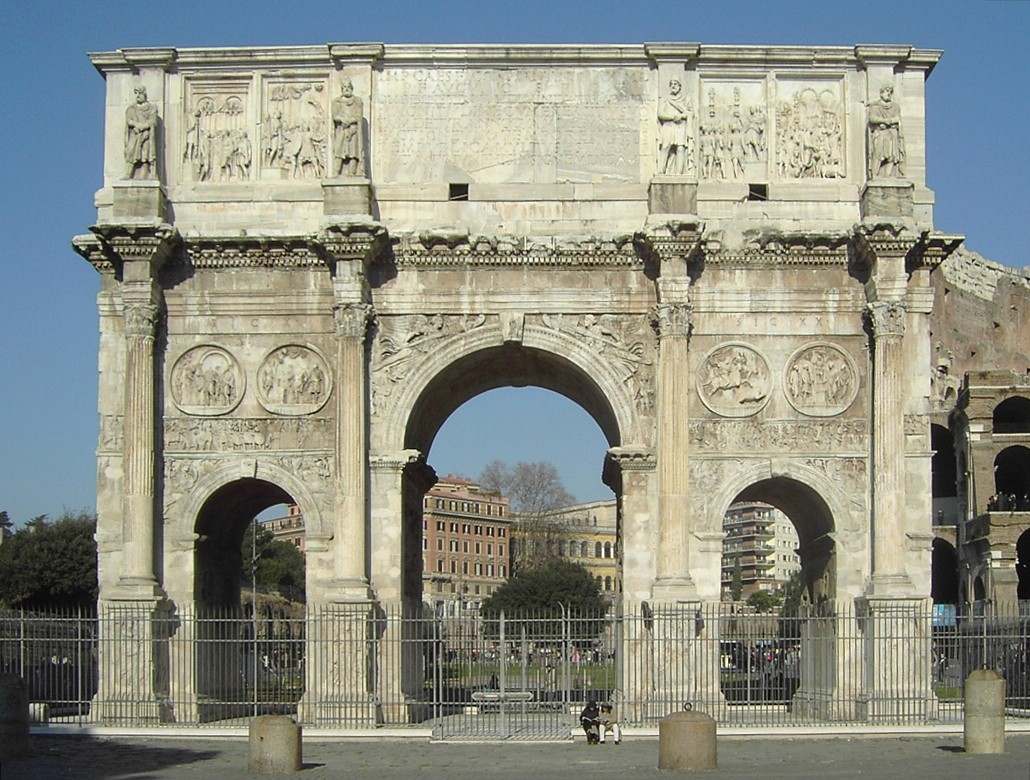
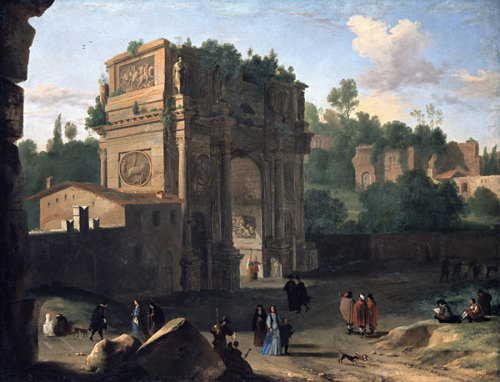
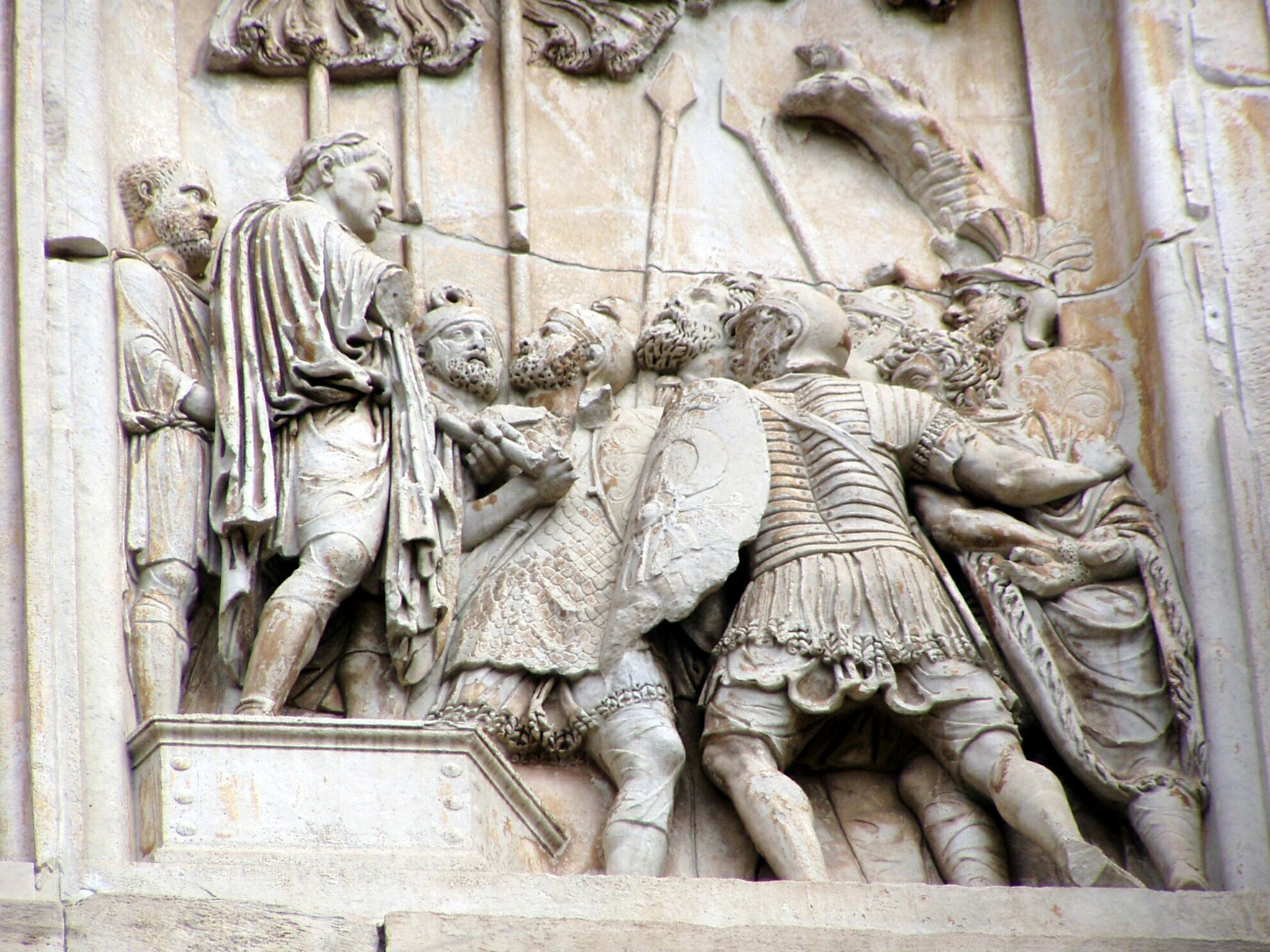